# Státní okresní archiv Semily
Státní okresní archiv Semily (SOkA Semily) je státní archiv (od zrušení okresních úřadů se jedná o organizační složku Státního oblastního archivu v Litoměřicích) místně příslušný pro okres Semily. Sídlí v Semilech (dříve ve Stružinci, Bystré nad Jizerou s několika depozitáři).
Vznikl roku 1954, v roce 1960 potom došlo k sjednocení tří samostatných okresů a jejich archivů (Jilemnice, Semily, Turnov). Dodnes užívaná hlavní budova byla postavena speciálně jako archivní v letech 1994–1995 podle návrhu studia ABM architekti.
Archiv spravuje více než 2000 archivních souborů (okolo 4800 bm), z nichž nejdůležitější je Archiv města Turnov (1497-1945, fond nezpracovaný ve smyslu archivního zákona), případně zajímavý je i Rodinný archiv Šlechtů ze Všehrd (1765-1945, tedy zejména lomnických zástupců příslušného rodu).
Archiv vydává ročenku Z Českého ráje a Podkrkonoší (redaktor Ivo Navrátil, na vydávání se podílí i další instituce okresu, které zde mimo jiné otiskují své výroční zprávy).